# Dibete Station
Dibete Station is een dorp in het district Central in Botswana. De plaats telt 1083 inwoners (2011).